# Cultura di San Ciriaco
La cultura di San Ciriaco fu una cultura del tardo neolitico apparsa in Sardegna attorno al 4400 a.C. e protrattasi fino al 4000 a.C. Prende il nome da una località in territorio di Terralba, nella provincia di Oristano.
L'economia delle genti di San Ciriaco era prevalentemente agricola, come la precedente cultura di Bonu Ighinu; producevano ceramiche di buona qualità, inornate e di colore rosso-bruno o grigio e giallo. Adoravano la Dea Madre, il cui culto è testimoniato dalla presenza nelle sepolture di statuette in "stile volumetrico", e appare per la prima volta la simbologia del Toro (corna taurine).
In questo periodo vengono introdotte sull'isola le tipiche tombe scavate nella roccia note in sardo come domus de janas che saranno utilizzate fino alla prima età del bronzo.